# Sini Lällä
Sini Pirkko Kristiina Lällä (* 12. März 1994 in Orivesi) ist eine finnische Leichtathletin, die sich auf den Hochsprung spezialisiert hat.

## Sportliche Laufbahn
Erste internationale Erfahrungen sammelte Sini Lällä im Jahr 2013, als sie bei den Junioreneuropameisterschaften in Rieti mit übersprungenen 1,78 m den zwölften Platz belegte. 2015 gelangte sie bei den U23-Europameisterschaften in Tallinn mit 1,81 m auf Rang neun. 2022 startete sie bei den Weltmeisterschaften in Eugene und schied dort mit 1,86 m in der Qualifikationsrunde aus und anschließend verpasste sie auch bei den Europameisterschaften in München mit 1,78 m den Finaleinzug.
2015 wurde Lällä finnische Meisterin im Hochsprung im Freien sowie 2014 und 2022 in der Halle.

## Bestleistungen
- Hochsprung: 1,90 m, 26. Juni 2022 in Oulu
  - Hochsprung (Halle): 1,90 m, 20. Februar 2022 in Kuopio